# Blyrod
Blyrod (Plumbago) er en slægt med 10-20 arter, der er udbredt i tropiske og subtropiske egne af Syd-, Central- og Nordafrika, Mellemøsten, det Indiske subkontinent, Østasien, Sydøstasien, Australien, Oceanien, det sydlige USA, Mexico og den nordlige halvdel af Sydamerika samt Sydeuropa. Det er urteagtige planter eller buske med spredte, skruestillede blade, der er hele med en hårklædt rand. Blomsterne er samlet i endestillede stande, og de enkelte blomster er regelmæssige og 5-tallige med hvide, blå, violette, lyserøde eller højrøde kronblade.
| Beskrevne arter |

- Blå blyrod (Plumbago auriculata) – eller Kap-Blyrod
- Europæisk blyrod (Plumbago europaea)
- Rød blyrod (Plumbago indica)

| Andre arter |

| - Plumbago amplexicaulis - Plumbago aphylla - Plumbago ciliata - Plumbago caerulea - Plumbago dawei - Plumbago esquirolii - Plumbago glandulicaulis - Plumbago juncea - Plumbago lanceolata - Plumbago madagascariensis | - Plumbago montis-elgonis - Plumbago pearsonii - Plumbago pulchella - Plumbago scandens - Plumbago stenophylla - Plumbago toxicaria - Plumbago tristis - Plumbago wissii - Plumbago zeylanica |